# Tofslärkan 6

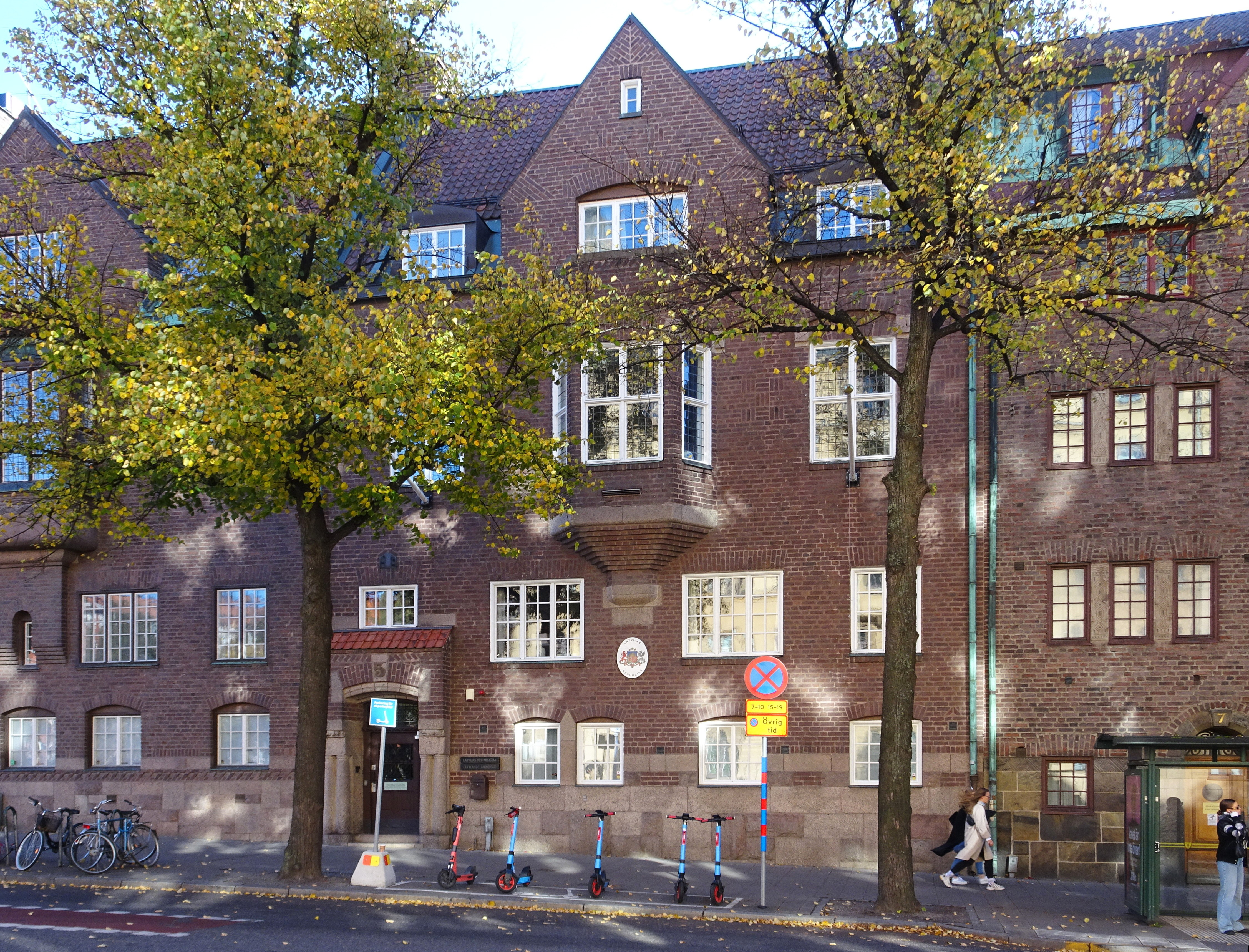
Tofslärkan 6, Odengatan 5, oktober 2022. Till vänster ansluter Tofslärkan 7 och till höger Tofslärkan 5.

Tofslärkan 6 är en kulturhistoriskt mycket värdefull före detta villafastighet i kvarteret Tofslärkan i Lärkstaden på Östermalm i Stockholm. Denna stadsvilla vid Odengatan 5 (före detta 5A) uppfördes 1912–1914 av och för byggmästaren Richard Edblom efter ritningar av arkitekt Folke Zettervall. Fastigheten är blåmärkt av Stadsmuseet i Stockholm vilket är den högsta klassen och innebär "att bebyggelsen bedöms ha synnerligen höga kulturhistoriska värden". Sedan 1995 ligger Lettlands Stockholmsambassad i byggnaden.

## Bakgrund och planering

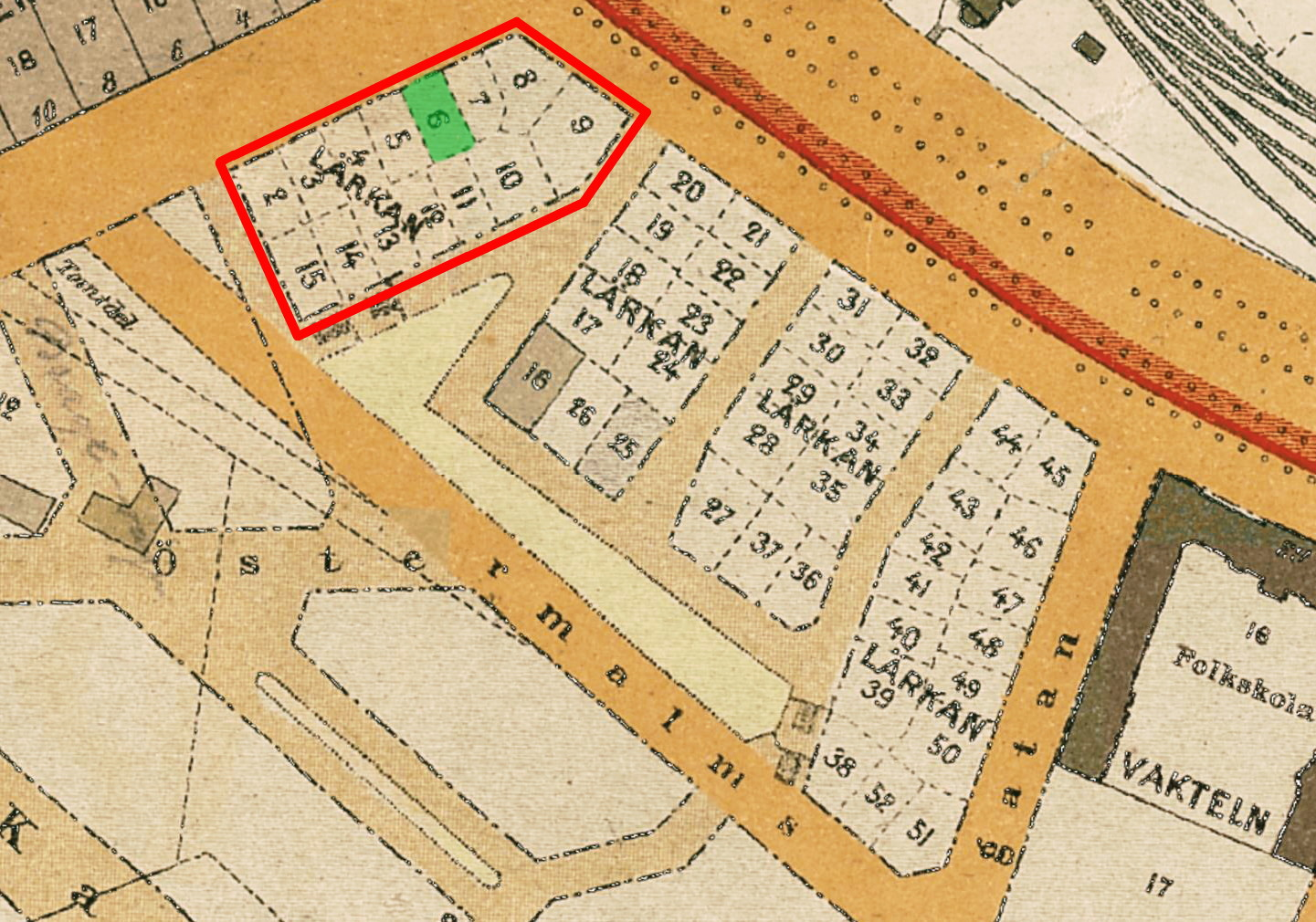
Lärkan 6 med grön markering (dagens Tofslärkan 6) år 1909.

Lärkan 6, sedermera namnändrad till Tofslärkan 6, var en av 51 fastigheter i dåvarande kvarteret Lärkan som, enligt en av Per Olof Hallman 1902 utarbetad stadsplan, skulle bebyggas med enfamiljsvillor. Stadsingenjörskontoret fick i uppdrag att stycka "överkomliga" tomter med storlekar mellan drygt 270 och 550 kvadratmeter vilka såldes av Stockholms stad med äganderätt ("å fri och egen grund" står det på tomtkartorna). Målgruppen var den välsituerade borgarklassen med yrken som grosshandlare, direktörer, företagare, läkare, högre tjänstemän, arkitekter och ingenjörer. 
Fastigheten Tofslärkan 5 omfattade en areal om 289,8 kvadratmeter och förvärvades 1912 av byggmästaren Richard Edblom. Han byggde utöver Tofslärkan 5 ytterligare två stadsvillor i lärk-kvarteren: Tofslärkan 4 (tillsammans med sin son Karl Isak) och Tofslärkan 10. Det var vanligt att byggmästare eller arkitekter köpte tomter i Lärkan eftersom de var insatta i stadens bebyggelseplanering. Tomten såldes sedan tillsammans med det färdiga huset till en intresserad köpare som i detta fall var Henric Tamm, bankdirektör och riksgäldsfullmäktige samt Sveriges finansminister mellan 1920 och 1921.

## Samkomponerade fasader

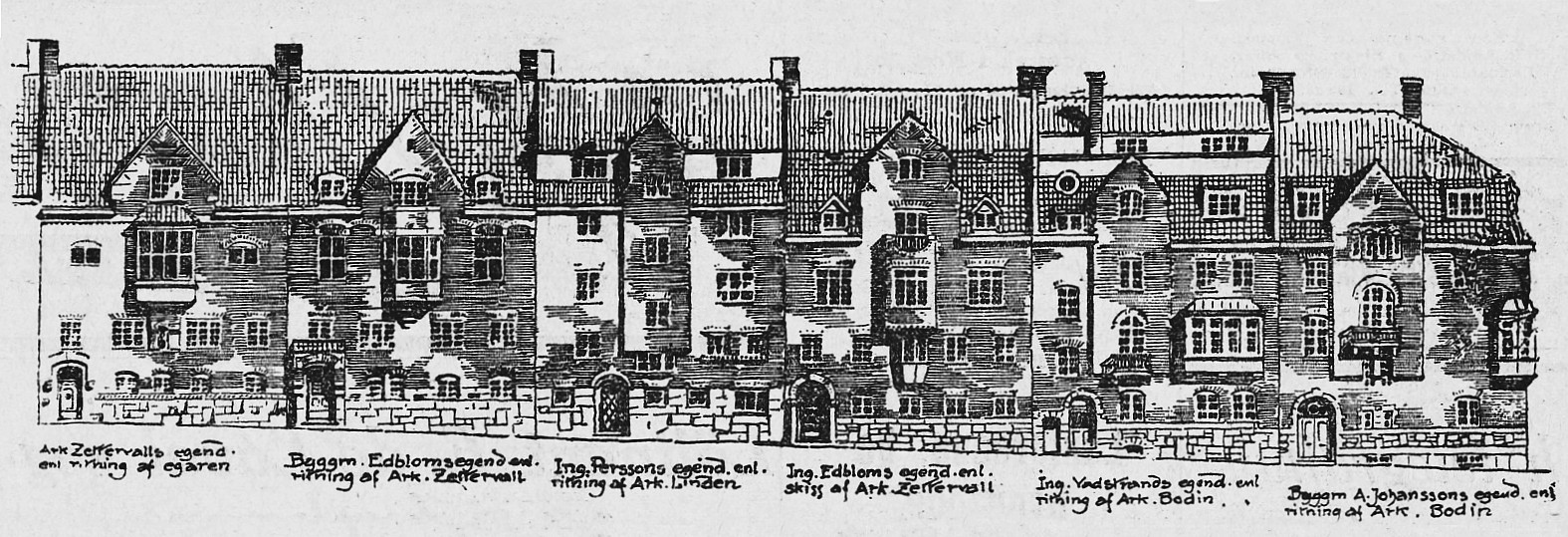
Fasaderna mot Odengatan 3–13, illustration i Svenska Dagbladet, 1912.

Fasaden mot Odengatan samkomponerades med grannhusens fasader. På arkitekt Folke Zettervalls initiativ kom berörda byggherrar, arkitekter och byggmästare överens om att åstadkommer en enhetlig gatubild för villorna längs med Odengatan 3–13. Det var en nyhet i Lärkstaden och en reaktion mot den allt för individuella arkitekturen som dittills präglat lärk-kvarterens stadsvillor och kritiserats av samtiden att vara ”brokig”.
Zettervalls egen stadsvilla (Tofslärkan 7), som 1910 stod först färdig i raden Tofslärkan 2–7, och granne till Tofslärkan 6, skulle utgöra förebild för de övriga fasadernas gestaltning. Man hade enats om att använda fogstruket mörkrött Helsingborgstegel till samtliga fasader och för övrigt ungefär samma utseende, dock med tillräcklig individuell variation för att inte verka enformig. Tidningen publicerade i april 1912 en illustration över Lärkstadens framtida fasad mot Odengatan när sprängningsarbeten fortfarande pågick. Samtliga sex fastigheter är numera blåmärkta av Stadsmuseet.

## Byggnadsbeskrivning

### Exteriör

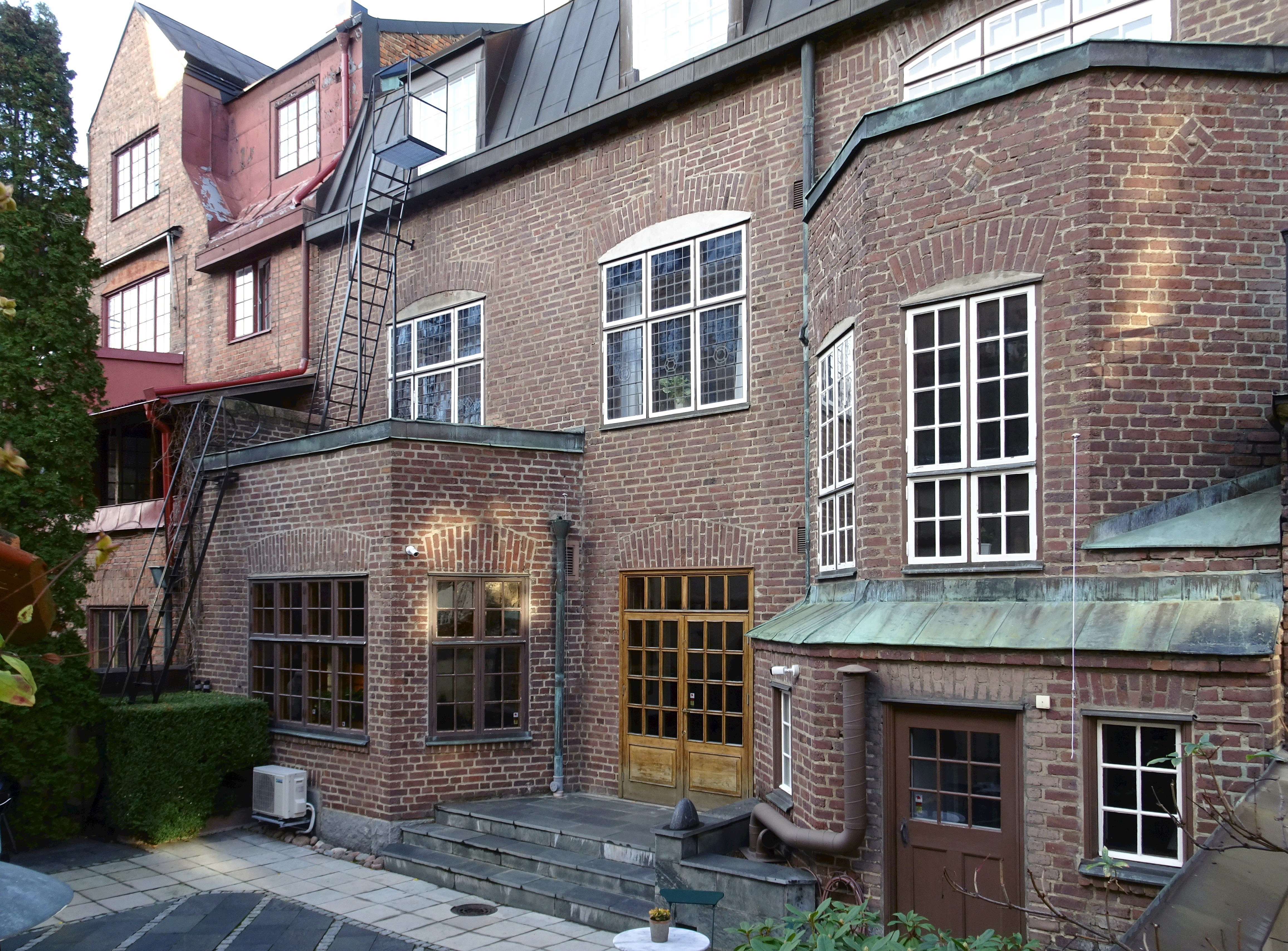
Fasad mot gården.

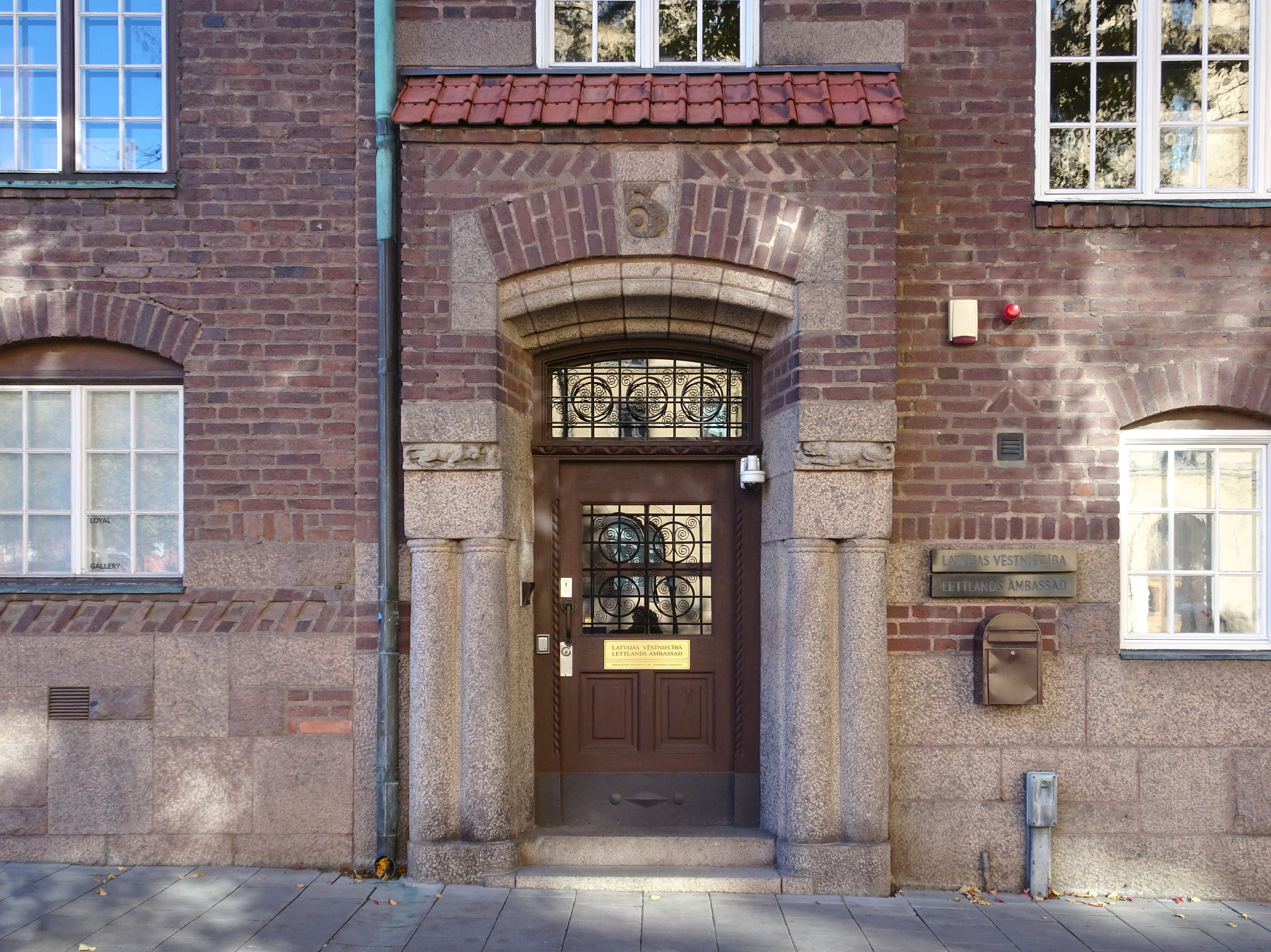
Entré Odengatan 5.

Tofslärkan 6 uppfördes i tre våningar med källare och delvis inredd vind. Källervåningen fick på grund av souterrängläge full våningshöjd mot Odengatan. Som man hade kommit överens om murades fasaderna i mörkbrunt Helsinborgstegel på en hög sockel av natursten. Liksom Zettervalls hus dominerades även Tofslärkan 6 av ett centralt placerat burspråk och en gavelfronton som höjer sig över takfoten. Fönsterplaceringen är sträng symmetrisk. 
Entréporten omges av en portal som flankeras av parvis kopplade halvkolonner i granit. Som en fris över dem finns, huggna i sten, syns två lekfulla skulpturer: en katt med en råtta och en hund med ett ben. I portalens rundbågiga avslutning utformades slutstenen som husnummer ”5”. Portbladet smyckades med dekorativa sniderier i form av repstav och äggstav. Fasaden mot gården är av helt annan karaktär. Här märks ett i sidled förskjutet burspråk som kröns av en balkong samt bottenvåningens matsalsutbyggnad med veranda ovanpå. Eftersom trädgården ligger högre än Odengatan fick bottenvåningen direkttillgång till gården.

### Interiör
Rumsfördelningen enligt ursprungsritningar från 1914 var följande:
- Källarvåning – entré, kontor, pannrum, ved- och kolförråd, tvättstuga, diverse källarförråd
- Bottenvåning – kök, serveringsrum med utgång till trädgården, jungfrukammare, matsal, hall
- Våning 1 trappa – salong, kabinett, bibliotek, trappa i burspråket till våningen ovanför
- Våning 2 trappor – fyra sovrum, badrum
- Vindsvåning – biljardrum, vindskontor

Från början fanns inga uthyrbara lägenheter i huset, som annars var en ganska vanlig företeelse i lärk-kvarterens stadsvillor men stred mot stadsplanenens intentioner. 1932 byggdes bottenvåningen om till tre lägenheter bestående av två rum utan kök, två rum med kokvrå samt ett rum med kokvrå.

## Nya ägare och ändringar
Stockholms adresskalender uppger 1926 fortfarande Henric Tamm som ägare. Då bodde även två av hans söner, Viking Sebastian och Henric Sebastian (båda löjtnant), i fastigheten. 1978 sökte Svenska Arkitekters Riksförbund (SAR), som hade redan lokaler i grannhuset Tofslärkan 7, förhandsbesked för kontorisering av Tofslärkan 6. Eftersom SAR:s ombyggnadsförslag inneburit stora ingrepp i husets rumsindelning avvisades förslaget. 1980 ombyggdes huset till undervisningslokaler varvid den ursprundliga planlösningen huvudsakligen bibehölls. 1986 fanns planer på att bygga om fastigheten till ordenshus. Även det förslaget avvisades på grund av allt för stora ändringar.  Sedan 1995 ägs fastigheten av Lettlands Stockholmsambassad.

### Nutida bilder

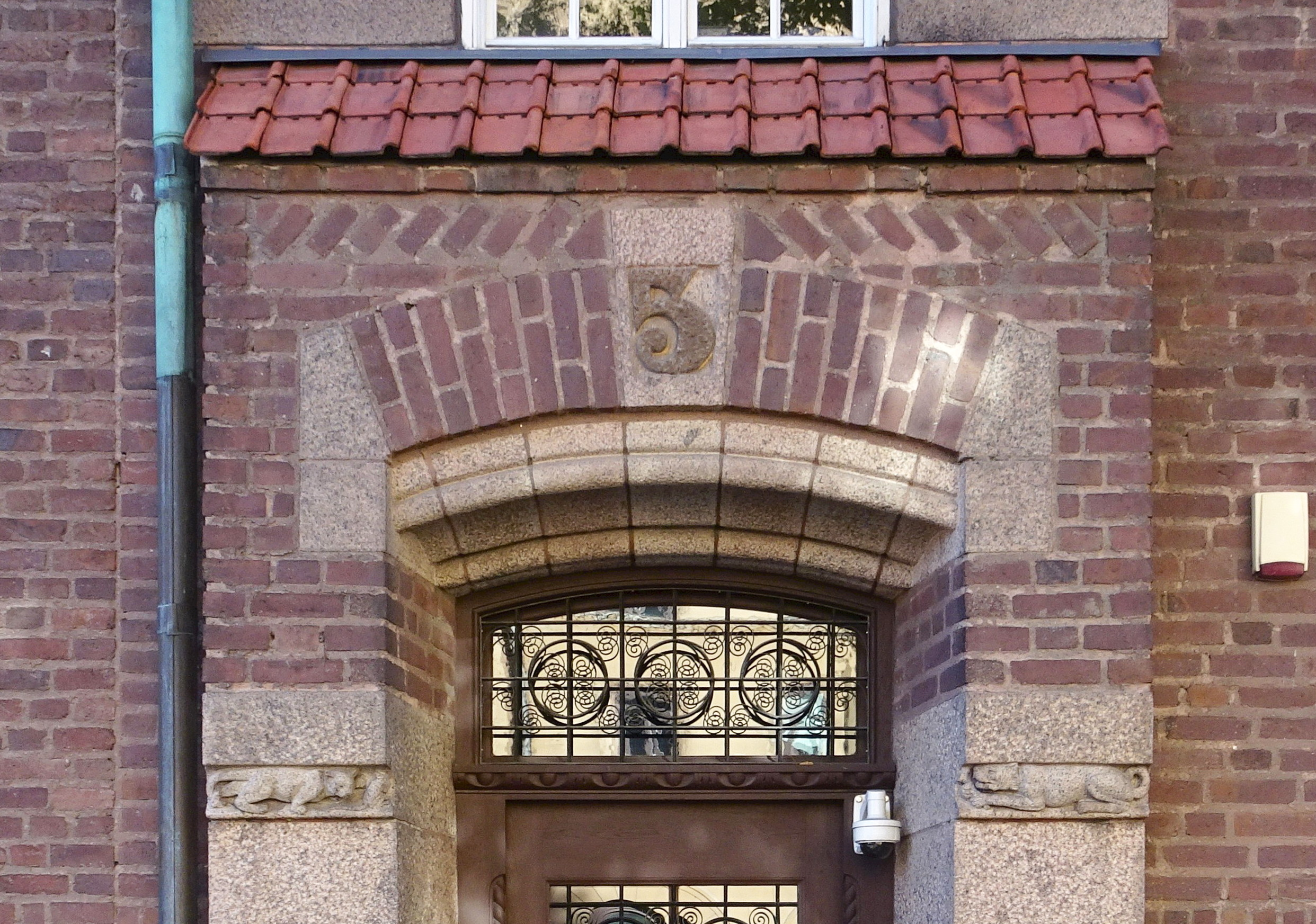
Portal med husnummer "5".
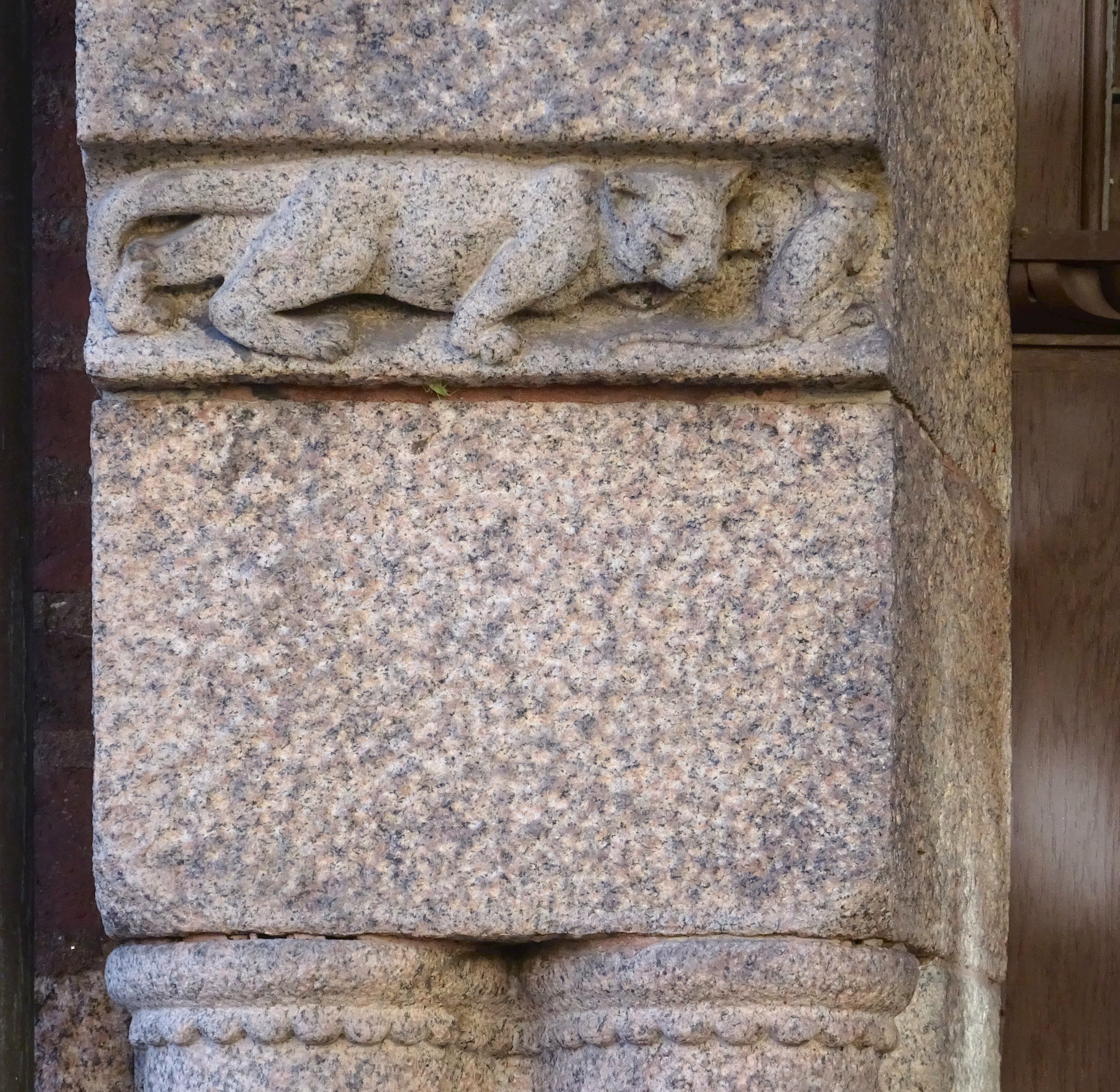
Katt med råtta.
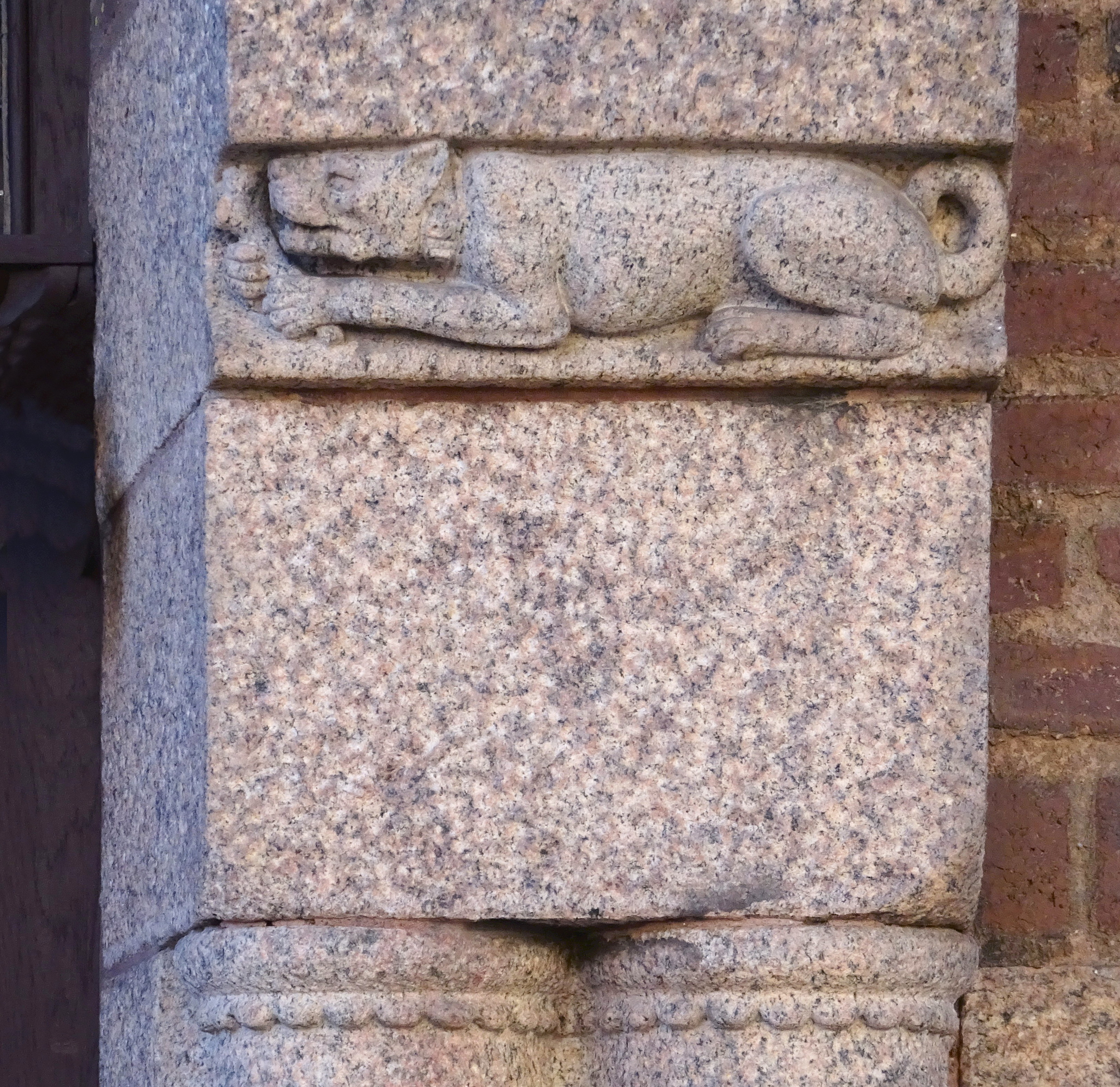
Hund med ben.
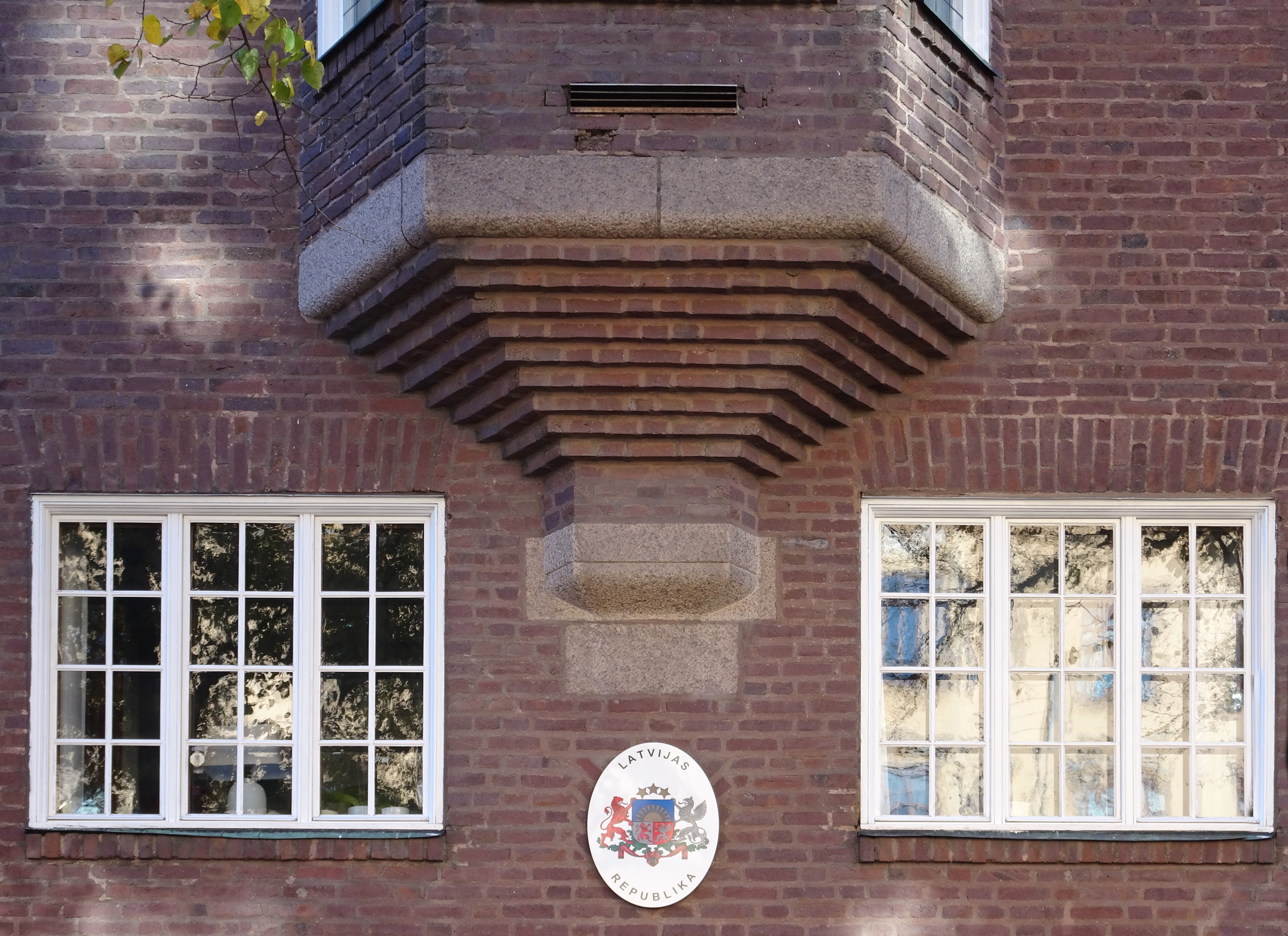
Burspråkets konsol och ambassadskylten.